# C-口粮

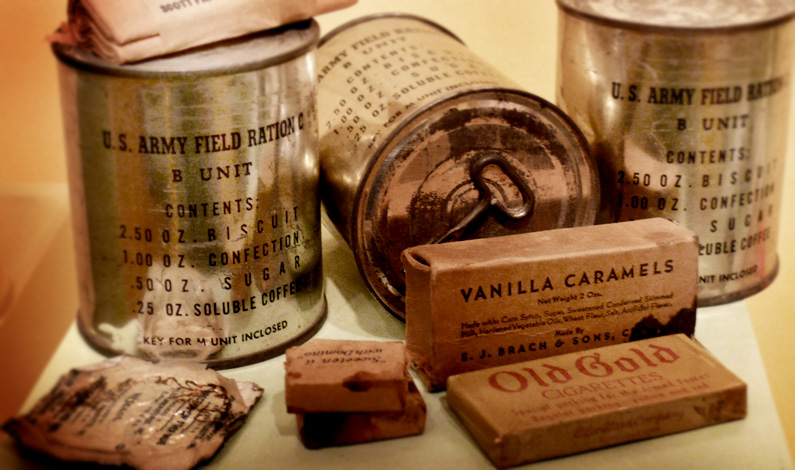
一份二战期间的C-口粮（其中标有"VANILLA CARAMELS"的香草味焦糖和标有"Old Gold"的香烟不属于C-口粮）

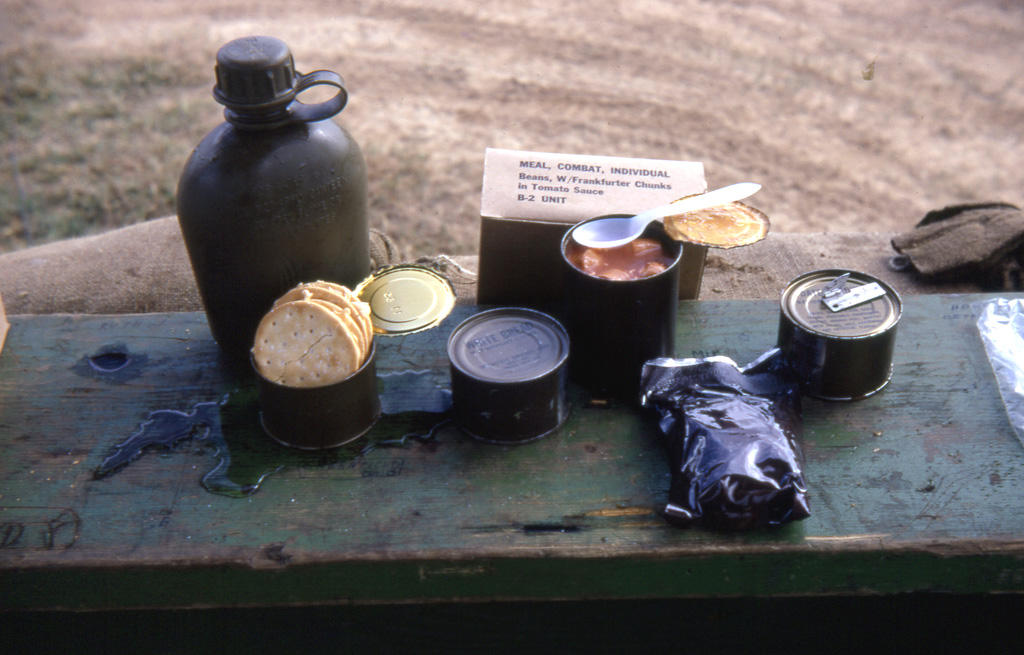
一份飞行员的MCI（亦稱C-口粮），摄于大约1966 - 1967的越南岘港

C-口粮（英語：C-ration），是一种罐装预製的湿式野戰口粮。C-口粮最早是由美国陆军採用，用以当新鲜食物A-口粮和包装好的非熟食B-口粮难以取得，或恶劣條件使战地厨房无法展开时食用，以及在紧急口粮（K-口粮或D-口粮）短缺时食用。C-口粮的发展起始于1938年，并在1940年开始战场测试，之后即大规模采用。二战后，成本问题导致C-口粮忽视了环境兼容性和重量限制。
C-口粮在1958年由MCI口粮取代，虽然MCI是一种全新的口粮，但MCI和最初的C-口粮十分相似，可以说是C-口粮的衍生产品。并且事实上，MCI作为单兵作战口粮期间（1958年-1980年），美军士兵仍称其C-口粮。

## 背景和发展

### 紧急口粮（1907年－1922年）
第一次尝试制造一种战地单兵口粮就是1907年提出的“紧急口粮”（Iron Ration）。它包含了三份85克（3盎司）由牛肉清汤粉和熟的干小麦混合而成的蛋糕，三块28克（1盎司）的甜巧克力条和若干包盐和辣椒粉。口粮装在一个重约1磅的锡罐头中，并可以装在步兵的外衣的上口袋中。但它只是用于当军队无法获得食物供给等紧急情况下使用。不久以后“紧急口粮”隨即终止，但发展过程中的研究成果后来用于的D-口粮。

### 压缩口粮（1917年－1937年）
压缩口粮（英語：Reserve Ration）是在一战后期配备给远离要塞或战地厨房的士兵作为口粮食用。压缩口粮最初包含了340克（12盎司）的烟肉或者一磅的粗鹽醃牛肉，2个230克（8盎司）的硬面包或硬饼干罐头，一包33克（1.16盎司）的咖啡，一包68克（2.4盎司）的白砂糖和一包4.5克（0.16盎司）的盐。压缩口粮还有单独装备的11克（0.4盎司）的烟草和10张卷烟纸的“烟草口粮”，但后由机器卷烟取代。
一战后，人们试图改善口粮。在1922年，压缩口粮進行重新调整，其中包含了1磅的肉类（通常为牛肉干），85克（3盎司）的腌牛肉或巧克力罐头，400克（14盎司）的硬面包或硬饼干，咖啡和白砂糖。在1925年，肉类口粮受替换为扁豆猪肉。1936年，试图将压缩口粮多样化，分为A菜单（腌牛肉）和B菜单（扁豆猪肉）。这随后在1938年由于C-口粮的出现而取消。

## C型战地口粮（1938年－1945年）

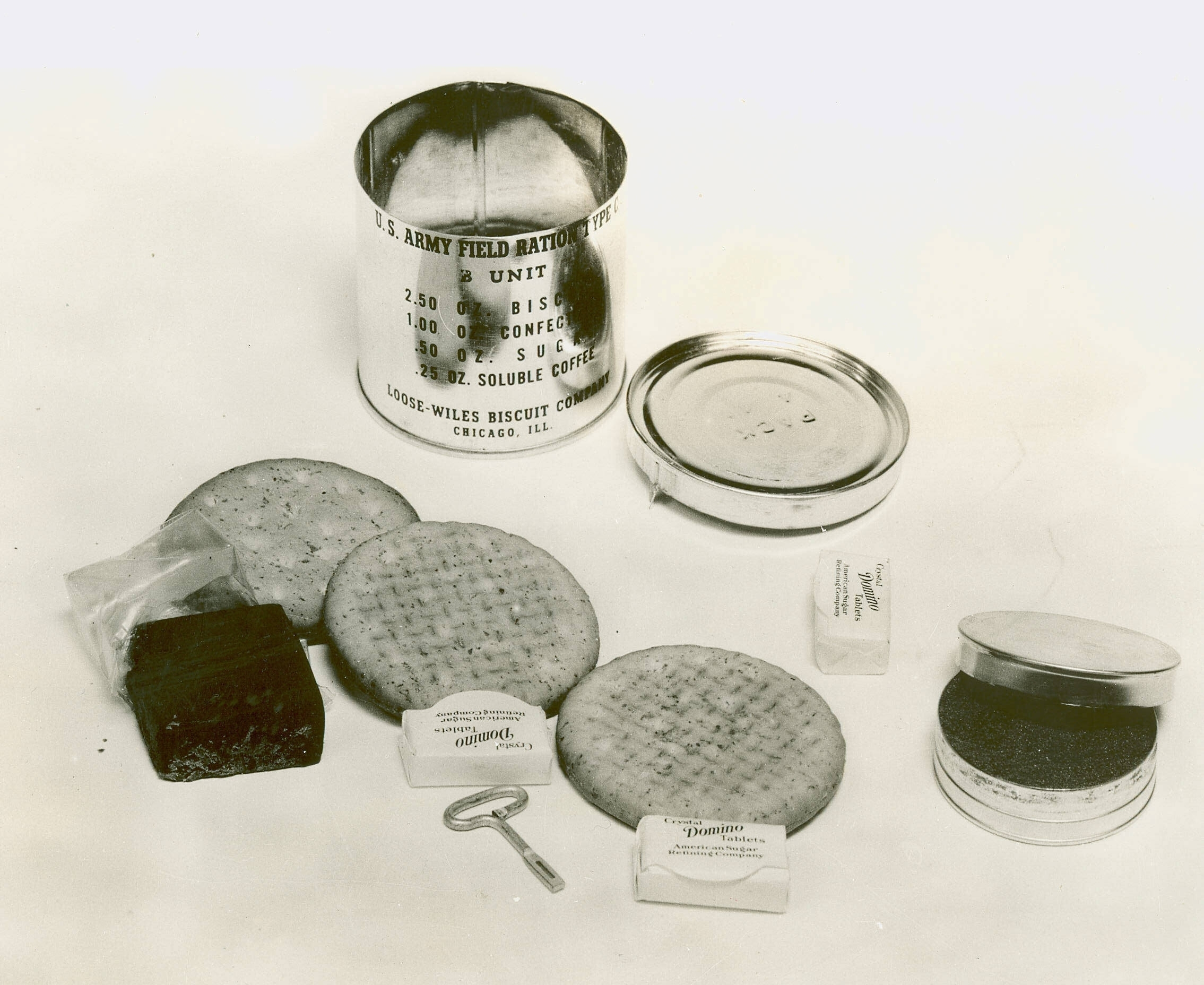
一份已开启的1941年的B套餐内容：一块玻璃纸包覆的巧克力，3块饼干，3块压缩糖块和一小罐速溶咖啡

原始的C-口粮计划用来配合D-口粮（巧克力条）取代压缩口粮来作为一种偶尔使用的短期单兵口粮。
第一份C-口粮包含450克（16盎司）的肉餐（M-单元），在经过1940年美军演习的战地测试后，肉餐减为340克（12盎司）。在最初的C-口粮中，肉餐只有三种配餐：扁豆猪肉，馬鈴薯泥肉或蔬菜炖肉。C-口粮也包含一份面包甜品罐头或B-单元。每份“单日口粮”（足够支援一个士兵一天的口粮）包含6个340克（12盎司）的罐头（3个M-单元，3个B-单元）。单份套餐包括一份M-单元和一份B-单元。最初的长方体罐头由於大规模生产的问题而在1939年6月替换为圆柱形罐头的设计。
340克的C-口粮罐头高约11厘米（4.4英寸），直径约为7.6厘米（3英寸），罐头由无瓦楞的马口铁製成。罐身上有清晰可见的焊缝。
最早的C-口粮罐头是镀铝的。但在1940年下半年，镀铝更改为喷涂金漆来提升抗腐蚀能力。战争后期則改用浅绿色涂装，并一直保持到C-口粮退役，而后来的MCI仍然采用这个涂装。
战争期间，士兵频繁要求用类似沙丁鱼的矩形罐头来替代圆柱型的罐头。然而矩形罐头虽然更简洁也更容易打包，但当时缺乏有效的商业化机器来生产矩形罐头。1942年后，出于同样的原因，K-口粮也改为使用圆形罐头。
最初，C-口粮罐头使用纸标签来标明区分，但标签很容易就脱落，这个问题导致士兵们中出现一种竞猜晚餐内容的游戏。
总体上，二战期间美国陆军和美國海军陆战队并不喜欢C-口粮。因为他们发现C-口粮不仅笨重，而且菜单单调。由于军队补给标准化、巨大生产数量和战时生产压力，存在这些问题是必然的。英军也曾经装备过C-口粮，但一段时间后，单调口味很快就成为抱怨的主要原因。澳大利亚军队也非常不喜欢C-口粮，他们认为罐头食品十分乏味，毫无吸引力可言。最初，C-口粮只是偶尔作为士兵口粮，但后来战争状况的紧迫，使得后勤部门把C-口粮作为某些部队连续数星期的唯一口粮。1943年，一项针对长时间食用C-口粮的士兵的医学测试建议，在没有其他口粮补给的情况下，士兵们最多只能连续五天食用C-口粮。
尽管官方一再1945年宣布淘汰C-口粮，但C-口粮的生产直至1958年才真正停止。许多C-口粮库存继续用於供應駐韓美軍，甚至是后来在越南战争中仍然繼續使用。一名在越南服役的海军陆战队坦克指挥官在1968年提到他的部队仍然经常收到一些非常古老的库存C-口粮，罐头上标注的大多是20世纪50年代初。